# Анрі Коппенс
Анрі (Генрік) Коппенс (нід. Henrik Coppens, нар. 29 квітня 1930, Антверпен — пом. 5 лютого 2015, Антверпен) — бельгійський футболіст, що грав на позиції нападника. По завершенні ігрової кар'єри — футбольний тренер. Футболіст 1954 року в Бельгії.
Виступав, зокрема, за клуб «Беєрсхот», а також національну збірну Бельгії.

## Клубна кар'єра
У дорослому футболі дебютував 1946 року виступами за команду клубу «Беєрсхот», в якій провів п'ятнадцять сезонів, взявши участь у 362 матчах чемпіонату. Більшість часу, проведеного у складі «Беєрсхота», був основним гравцем атакувальної ланки команди. У складі «Беєрсхота» був одним з головних бомбардирів команди, маючи середню результативність на рівні 0,71 голу за гру першості. Двічі ставав найкращим бомбардиром сезонів чемпіонату Бельгії — 1953 року з 33 голами та 1955 року, забивши 36 м'ячів. В обох випадках гольовий здобуток Коппенса також ставав найбільшим серед усіх бомбардирів вищих дивізіонів європейського футболу. Став першим лауреатом запровадженої 1954 року нагороди Футболіст року в Бельгії.
Згодом з 1961 по 1969 рік грав у складі команд клубів «Шарлеруа», «Моленбек» та «Берхем Спорт».
Завершив професійну ігрову кар'єру у клубі «Тубантія Боргергоут», за команду якого виступав протягом 1969—1970 років.

## Виступи за збірну
У 1949 році дебютував в офіційних матчах у складі національної збірної Бельгії. Протягом кар'єри у національній команді, яка тривала 11 років, провів у формі головної команди країни 45 матчів, забивши 20 голів.
У складі збірної був учасником чемпіонату світу 1954 року у Швейцарії.

## Кар'єра тренера
Розпочав тренерську кар'єру невдовзі по завершенні кар'єри гравця, 1971 року, очоливши тренерський штаб клубу «Берхем».
Надалі очолював команди клубів «Беєрсхот», того ж «Берхема» та «Брюгге».
Останнім місцем тренерської роботи був клуб «Беєрсхот», головним тренером команди якого Анрі Коппенс був до 1984 року.
Помер 5 лютого 2015 року на 85-му році життя у місті Антверпен.